# Le Berceau des esprits
Le Berceau des esprits (魍魎の揺りかご, Mōryō no Yurikago) est un seinen manga de Kei Sanbe, prépublié dans le magazine Young Gangan et publié par l'éditeur Square Enix en six volumes reliés sortis entre août 2010 et janvier 2013. La version française a été éditée par Ki-oon en six tomes sortis entre septembre 2011 et juillet 2013.

## Synopsis
Une classe piégée au milieu des zombies...
Dans un bateau retourné en pleine mer !

## Personnages
Takigawa est un jeune homme dont l'apparence froide est due à son appartenance au milieu du cirque. Il changea souvent d'école et s'attachait à des personnes et, pour moins souffrir lors des séparations, il décida de ne pas trop s'attacher. Il dut tuer son seul ami, Sanga, un tigre. Ce jour-là, Sanga dût faire une démonstration mais Takigawa sentait que quelque chose n'allait pas. Sanga mordit alors le dresseur ; afin de l'arrêter, Takigawa prit un fusil et tira sur l'animal.

## Liste des volumes
| no | Japonais        | Japonais          | Français         | Français          |
| no | Date de sortie  | ISBN              | Date de sortie   | ISBN              |
| -- | --------------- | ----------------- | ---------------- | ----------------- |
| 1  | 21 août 2010    | 978-4-7575-2969-4 | 8 septembre 2011 | 978-2-35592-305-0 |
| 2  | 25 mars 2011    | 978-4-7575-3178-9 | 8 décembre 2011  | 978-2-35592-336-4 |
| 3  | 25 août 2011    | 978-4-7575-3349-3 | 22 mars 2012     | 978-2-35592-369-2 |
| 4  | 25 janvier 2012 | 978-4-7575-3492-6 | 23 août 2012     | 978-2-35592-423-1 |
| 5  | 25 juin 2012    | 978-4-7575-3640-1 | 13 décembre 2012 | 978-2-35592-472-9 |
| 6  | 25 janvier 2013 | 978-4-7575-3865-8 | 4 juillet 2013   | 978-2-35592-556-6 |

### Édition japonaise
Square Enix
1. 1 2  (ja) « Tome 1 ».
2. 1 2  (ja) « Tome 2 ».
3. 1 2  (ja) « Tome 3 ».
4. 1 2  (ja) « Tome 4 ».
5. 1 2  (ja) « Tome 5 ».
6. 1 2  (ja) « Tome 6 ».

### Édition française
Ki-oon
1. 1 2  (fr) « Tome 1 ».
2. 1 2  (fr) « Tome 2 ».
3. 1 2  (fr) « Tome 3 ».
4. 1 2  (fr) « Tome 4 ».
5. 1 2  (fr) « Tome 5 ».
6. 1 2  (fr) « Tome 6 ».